# Гормоны передней доли гипофиза
Гормоны передней доли гипофиза — важнейшие гормоны, осуществляющие управление и координацию деятельности всех эндокринных желёз организма.
Секреция гормонов передней доли гипофиза, в свою очередь, находится под контролем гипоталамуса и эпифиза и — опосредованно через гипоталамус — лимбической системы и вышележащих отделов ЦНС, а также механизмов положительной и отрицательной обратной связи с периферическими эндокринными железами.
К гормонам передней доли гипофиза относятся:
- адренокортикотропный гормон
- липотропные гормоны
- фолликулостимулирующий гормон
- лютеинизирующий гормон
- тиреотропный гормон
- пролактин
- гормон роста (соматотропный гормон)

Все гормоны передней доли гипофиза являются по химическому строению полипептидами.